# Ікіш-Тішпак
Ікіш-Тішпак (*поч. XVIII століття до н. е.) — лугаль міста-держави Ешнунна.

## Життєпис
Походив з Аморейської династії Ешнунни. Син лугаля Нарам-Сіна. після смерті брата Ібні-Ерри успадкував трон. Продовжив війну проти царя Шамші-Адада I, але невдало — супротивник захопив і пограбував Ешнунну. В цей час ймовірно загинув сам Ікі0Тішпак. Новим царем став брат або син загиблого Даннум-Тахаз.